# Кляриново
 Кляриново  — деревня  в  Смоленской области России,  в Руднянском районе. Расположена в западной части области  в 23  км к северу от Рудни, в 28 км юго-западнее Демидова, в 6,5 км восточнее границы с Белоруссией. Население — 209 жителей (2007 год). Административный центр Кляриновского сельского поселения. 

## Экономика
Средняя школа.